# Bahnstrecke Braunschweig Nord–Lichtenberg
| DB 1924, Braunschweig West - Salzgitter-Barum |                                                                                                |                                               |                                               |
| Streckennummer (DB): | 1903 (Ringbahn Braunschweig Nord–West) 1924 (Braunschweig West–Barum) 1926 (Barum–Lichtenberg) |                                               |                                               |
| Kursbuchstrecke: | 184h (1934) 206e (Immendorf (Salzgitter Drütte) – Lichtenberg (Braunschw) 1946)                |                                               |                                               |
| Streckenlänge: | 32,8 km                                                                                        |                                               |                                               |
| Spurweite: | 1435 mm (Normalspur)                                                                           |                                               |                                               |
| Maximale Neigung: | 14,3 ‰                                                                                         |                                               |                                               |
| Minimaler Radius: | 200 m                                                                                          |                                               |                                               |
| |                                                                                                |                                               |                                               |
| \| \| \| Schuntertalbahn \| \| \| \| 0,0 \| Braunschweig Nord \| Braunschweig Nord \| \| \| \| BS HKW Mitte (nach BLE-Zeiten eingerichtet) \| \| \| \| \| Oker \| \| \| \| 1,7 \| Braunschweig Celler Straße (bis 1938) \| Braunschweig Celler Straße (bis 1938) \| \| \| \| Braunschweig Lehndorf (Gbf) \| \| \| \| \| Abzw Braunschweig Celler Straße \| \| \| \| \| \| \| \| \| 3,7 \| Madamenweg (ab 1888) \| Madamenweg (ab 1888) \| \| \| 4,3 \| Broitzemer Straße (ab 1893) \| Broitzemer Straße (ab 1893) \| \| \| \| Alter Hauptbahnhof \| \| \| \| \| von Helmstedt (neuer Hbf) \| \| \| \| 4,8 \| Braunschweig West Wilhelmitor \| Braunschweig West Wilhelmitor \| \| \| \| (Verbindung 1941–1960) \| \| \| \| \| (Verbindung bis 1938) \| \| \| \| \| nach Hannover \| \| \| \| \| Strecke nach Bad Harzburg \| \| \| \| 10,3 \| Geitelde (bis 1941) \| Geitelde (bis 1941) \| \| \| 12,7 \| Thiede (bis 1941) \| Thiede (bis 1941) \| \| \| \| Hoheweg \| \| \| \| \| Strecke nach Wolfenbüttel \| \| \| \| \| Strecke von Leiferde \| \| \| \| \| ehem. Strecke von Groß Gleidingen (1944–1992) \| \| \| \| \| ehem. Strecke nach Wolfenbüttel (~1940–1977?) \| \| \| \| \| von Wolfenbüttel (1941 bis 1959) \| \| \| \| 18,5 \| Salzgitter-Drütte (seit 1944[1]) \| Salzgitter-Drütte (seit 1944[1]) \| \| \| \| Strecke nach Derneburg \| \| \| \| \| \| \| \| \| \| Salzgitter-Immendorf (1954) \| \| \| \| 23,1 \| Barum (bis 1954) \| Barum (bis 1954) \| \| \| \| \| \| \| \| \| Salzgitter-Barum (Anst) \| \| \| \| \| Strecke nach Salzgitter-Bad \| \| \| \| 26,0 \| Salzgitter-Heerte (bis 1954) \| Salzgitter-Heerte (bis 1954) \| \| \| \| VPS Watenstedt Nord–Voßpaß \| \| \| \| \| VPS „Erzbahn“ Broistedt–Calbecht \| \| \| \| 30,3 \| Salzgitter-Salder (bis 1954) \| Salzgitter-Salder (bis 1954) \| \| \| \| Strecke von Salzgitter-Drütte \| \| \| \| 32,8 \| Salzgitter-Lichtenberg (bis 1984) \| Salzgitter-Lichtenberg (bis 1984) \| \| \| \| Strecke nach Derneburg \| \| |                                                                                                |                                               |                                               |
| Strecke |                                                                                                | Schuntertalbahn                               | Schuntertalbahn                               |
| Dienststation / Betriebs- oder Güterbahnhof | 0,0                                                                                            | Braunschweig Nord                             | Braunschweig Nord                             |
| Betriebs-/Güterbahnhof Strecke ab hier außer Betrieb |                                                                                                | BS HKW Mitte (nach BLE-Zeiten eingerichtet)   | BS HKW Mitte (nach BLE-Zeiten eingerichtet)   |
| Brücke über Wasserlauf (Strecke außer Betrieb) |                                                                                                | Oker                                          | Oker                                          |
| Haltepunkt / Haltestelle (Strecke außer Betrieb) | 1,7                                                                                            | Braunschweig Celler Straße (bis 1938)         | Braunschweig Celler Straße (bis 1938)         |
| Dienststation / Betriebs- oder Güterbahnhof (Strecke außer Betrieb) · Strecke (außer Betrieb) |                                                                                                | Braunschweig Lehndorf (Gbf)                   | Braunschweig Lehndorf (Gbf)                   |
| Strecke nach links (außer Betrieb) · Abzweig geradeaus und von rechts (Strecke außer Betrieb) |                                                                                                | Abzw Braunschweig Celler Straße               | Abzw Braunschweig Celler Straße               |
| Strecke von links (außer Betrieb) · Strecke nach rechts (außer Betrieb) |                                                                                                |                                               |                                               |
| Dienststation / Betriebs- oder Güterbahnhof (Strecke außer Betrieb) | 3,7                                                                                            | Madamenweg (ab 1888)                          | Madamenweg (ab 1888)                          |
| Dienststation / Betriebs- oder Güterbahnhof (Strecke außer Betrieb) | 4,3                                                                                            | Broitzemer Straße (ab 1893)                   | Broitzemer Straße (ab 1893)                   |
| Strecke (außer Betrieb) · Kopfbahnhof Streckenanfang (Strecke außer Betrieb) |                                                                                                | Alter Hauptbahnhof                            | Alter Hauptbahnhof                            |
| Strecke (außer Betrieb) · Strecke (außer Betrieb) · Strecke von links |                                                                                                | von Helmstedt (neuer Hbf)                     | von Helmstedt (neuer Hbf)                     |
| Bahnhof (Strecke außer Betrieb) · Strecke (außer Betrieb) · Strecke | 4,8                                                                                            | Braunschweig West Wilhelmitor                 | Braunschweig West Wilhelmitor                 |
| Strecke (außer Betrieb) · Abzweig geradeaus und nach links (Strecke außer Betrieb) · Abzweig geradeaus, ehemals nach rechts und ehemals von rechts |                                                                                                | (Verbindung 1941–1960)                        | (Verbindung 1941–1960)                        |
| Abzweig geradeaus und nach links (Strecke außer Betrieb) · Abzweig geradeaus und nach rechts (Strecke außer Betrieb) · Strecke |                                                                                                | (Verbindung bis 1938)                         | (Verbindung bis 1938)                         |
| Kreuzung geradeaus oben (Strecke geradeaus außer Betrieb) · Kreuzung (Strecke geradeaus außer Betrieb) · Abzweig geradeaus und nach rechts |                                                                                                | nach Hannover                                 | nach Hannover                                 |
| Strecke nach links (außer Betrieb) · Abzweig geradeaus und von rechts (Strecke außer Betrieb) · Strecke nach links |                                                                                                | Strecke nach Bad Harzburg                     | Strecke nach Bad Harzburg                     |
| Haltepunkt / Haltestelle (Strecke außer Betrieb) | 10,3                                                                                           | Geitelde (bis 1941)                           | Geitelde (bis 1941)                           |
| Bahnhof (Strecke außer Betrieb) | 12,7                                                                                           | Thiede (bis 1941)                             | Thiede (bis 1941)                             |
| Bahnhof (Strecke außer Betrieb) |                                                                                                | Hoheweg                                       | Hoheweg                                       |
| Abzweig geradeaus und nach links (Strecke außer Betrieb) |                                                                                                | Strecke nach Wolfenbüttel                     | Strecke nach Wolfenbüttel                     |
| Strecke (außer Betrieb) · Strecke von links |                                                                                                | Strecke von Leiferde                          | Strecke von Leiferde                          |
| Strecke von rechts (außer Betrieb) · Strecke (außer Betrieb) · Strecke |                                                                                                | ehem. Strecke von Groß Gleidingen (1944–1992) | ehem. Strecke von Groß Gleidingen (1944–1992) |
| Abzweig geradeaus und nach links (Strecke außer Betrieb) · Kreuzung geradeaus unten (Strecken außer Betrieb) · Kreuzung geradeaus unten (Querstrecke außer Betrieb) |                                                                                                | ehem. Strecke nach Wolfenbüttel (~1940–1977?) | ehem. Strecke nach Wolfenbüttel (~1940–1977?) |
| Strecke nach links (außer Betrieb) · Abzweig geradeaus, von links und von rechts (Strecke außer Betrieb) · Abzweig geradeaus und ehemals von links |                                                                                                | von Wolfenbüttel (1941 bis 1959)              | von Wolfenbüttel (1941 bis 1959)              |
| Bahnhof (Strecke außer Betrieb) · Dienststation / Betriebs- oder Güterbahnhof | 18,5                                                                                           | Salzgitter-Drütte (seit 1944)                 | Salzgitter-Drütte (seit 1944)                 |
| Strecke (außer Betrieb) · Abzweig geradeaus und nach rechts |                                                                                                | Strecke nach Derneburg                        | Strecke nach Derneburg                        |
| Abzweig geradeaus und von links (Strecke außer Betrieb) · Abzweig geradeaus und ehemals nach rechts |                                                                                                |                                               |                                               |
| Bahnhof (Strecke außer Betrieb) · Strecke |                                                                                                | Salzgitter-Immendorf (1954)                   | Salzgitter-Immendorf (1954)                   |
| Bahnhof (Strecke außer Betrieb) · Strecke | 23,1                                                                                           | Barum (bis 1954)                              | Barum (bis 1954)                              |
| Abzweig geradeaus und nach links (Strecke außer Betrieb) · Abzweig geradeaus und ehemals von rechts |                                                                                                |                                               |                                               |
| Strecke (außer Betrieb) · ehemalige Blockstelle |                                                                                                | Salzgitter-Barum (Anst)                       | Salzgitter-Barum (Anst)                       |
| Strecke (außer Betrieb) · Strecke nach links |                                                                                                | Strecke nach Salzgitter-Bad                   | Strecke nach Salzgitter-Bad                   |
| Bahnhof (Strecke außer Betrieb) | 26,0                                                                                           | Salzgitter-Heerte (bis 1954)                  | Salzgitter-Heerte (bis 1954)                  |
| Kreuzung geradeaus unten (Strecke geradeaus außer Betrieb) |                                                                                                | VPS Watenstedt Nord–Voßpaß                    | VPS Watenstedt Nord–Voßpaß                    |
| Kreuzung geradeaus unten (Strecken außer Betrieb) |                                                                                                | VPS „Erzbahn“ Broistedt–Calbecht              | VPS „Erzbahn“ Broistedt–Calbecht              |
| Bahnhof (Strecke außer Betrieb) | 30,3                                                                                           | Salzgitter-Salder (bis 1954)                  | Salzgitter-Salder (bis 1954)                  |
| Abzweig geradeaus und von rechts (Strecke außer Betrieb) |                                                                                                | Strecke von Salzgitter-Drütte                 | Strecke von Salzgitter-Drütte                 |
| Bahnhof (Strecke außer Betrieb) | 32,8                                                                                           | Salzgitter-Lichtenberg (bis 1984)             | Salzgitter-Lichtenberg (bis 1984)             |
| Strecke (außer Betrieb) |                                                                                                | Strecke nach Derneburg                        | Strecke nach Derneburg                        |

Die Bahnstrecke Braunschweig Nord–Lichtenberg ist eine heute fast vollständig entwidmete Nebenbahn im östlichen Niedersachsen. Sie wurde im 19. Jahrhundert von der Braunschweigischen Landes-Eisenbahn-Gesellschaft (BLE) erbaut. Im Zuge der Industrialisierung wurde die Strecke mehrfach umgebaut, neu trassiert und schließlich ersetzt. Daraus entstanden bis Mitte des 20. Jahrhunderts die Bahnstrecke Leiferde–Salzgitter-Bad und Bahnstrecke Salzgitter-Drütte–Derneburg.
Der in Braunschweig verlaufende Teil der Trasse trägt heute den Namen Ringgleis und ist anderweitig genutzt.

## Verlauf
Die von 1886 bis etwa 1938 genutzte Strecke begann im Braunschweiger Nordbahnhof, dem Betriebsmittelpunkt der BLE. Sie führte durch die Braunschweiger Gartenstadt, Geitelde und Thiede nach Süden. Am Bahnhof „Hoheweg“ zweigte eine Anschlussstrecke nach Wolfenbüttel ab. Die Bahn verlief weiter über Immendorf und Barum nach Süden und knickte dort nach Westen bis Nordwesten ab. Weiter ging es über Lichtenberg und Osterlinde, um dann wieder in südwestlicher Richtung auf Derneburg zu treffen.
Diese Strecke war als Erschließungsstrecke im ländlichen Raum kurvenreich und machte größere Umwege. Sie ließ nur geringe Geschwindigkeiten zu.

## Geschichte

### Zeit der Landeseisenbahn bis 1938
Beim Bau der Fernstrecken war das Dreieck zwischen der Braunschweigischen Südbahn (damals noch über Börßum Richtung Kreiensen), der Bahnstrecke Hildesheim–Goslar und der Bahnstrecke Hildesheim–Braunschweig frei geblieben. Zur Erschließung dieses Raumes erteilte die Landesregierung 1885 eine Konzession an die private BLE, eine Bahn nach Derneburg und von dort weiter nach Seesen zu bauen und zu betreiben. Sie gewährte Bauzuschüsse, um das Projekt interessant zu machen.  
Bereits am 18. Juli 1886 wurde der Abschnitt nach Derneburg eröffnet, zunächst nur im Personenverkehr. Der Güterverkehr wurde am 5. August aufgenommen. Am 17. Oktober folgte die Verbindung vom Bahnhof Hoheweg quer durch Fümmelse nach Wolfenbüttel. Auch diese diente jedoch eher der regionalen Erschließung, waren die größten Städte des Herzogtums doch bereits seit 1838 mit der heutigen Bahnstrecke Braunschweig–Bad Harzburg direkt verbunden. Sie bildete zusammen mit dem Abschnitt Lichtenberg–Derneburg der Bahnstrecke Salzgitter-Drütte–Derneburg die Stammstrecke dieser Gesellschaft und sollte Ende des 19. Jahrhunderts den damals ländlichen Raum des heutigen Salzgitter erschließen. Bis 1889 folgte die Verlängerung nach Seesen. Bis in die 1930er Jahre war die Strecke eine Nebenstrecke in einem ländlichen Raum mit geringem bis mittlerem Verkehrsaufkommen. Lichtenberg mit der Burg auf dem Salzgitter-Höhenzug war Ziel von Ausflügen.

### Umbauten 1938 bis 1954
Um den neuen Industriekomplex mit der heutigen Salzgitter AG erschließen zu können, verstaatlichte die damalige Reichsregierung 1938 die BLE. Auch die Schuntertalbahn Braunschweig–Fallersleben, eine weitere BLE-Strecke, war für den Ausbau vorgesehen, um das Volkswagenwerk bei Fallersleben anzubinden.
Ab 1938 fuhren die Personenzüge in den damaligen Hauptbahnhof Braunschweig.
Es wurde die Bahnstrecke Leiferde–Barum als neue, gradlinige Verbindung von Leiferde an der Bahnstrecke Braunschweig–Wolfenbüttel nach Barum gebaut (Strecke 1920), die die alte BLE-Trasse nördlich von Barum im Durchgangsverkehr nach Braunschweig ersetzte. Übrig für den Laufweg nach Derneburg blieb nur noch der Abschnitt Barum–Lichtenberg. Bald darauf unterbrach der Krieg den weiteren Ausbau.
Nach dem Krieg wurde auch der Abschnitt von Drütte bis Lichtenberg über Watenstedt und Lebenstedt in Form der Neubaustrecke Drütte–Lichtenberg neu trassiert und deutlich verkürzt (Strecke 1923). Die Reststrecke über Barum und Heerte verlor am selben Tag den Personenverkehr und diente allenfalls noch als Anschluss. 
Der in Braunschweig verlaufende Teil der Bahnstrecke (Ringgleis) diente bis in die in den 1980er-Jahren dem Güterverkehr mit dem Bahnhof Braunschweig West als bedeutenden Umschlagpunkt. Die letzte Stilllegung im Abschnitt von der Celler Straße bis zum heutigen Streckenende erfolgte 1985. Der im Norden früher durch eine Brücke daran anschließende Abschnitt wird weiter zur Versorgung des Heizkraftwerks Mitte genutzt und aus den östlichen Bahnstrecken angefahren.